# 岳野慶作
岳野 慶作（たけの けいさく、1909年3月2日 - 1992年3月26日）は、日本の神学者。上智大学名誉教授。
長崎県西彼杵郡（現・長崎市）生まれ。1936年東洋大学卒業。1961年パリ大学哲学博士。1953年南山大学仏文科講師、1956年上智大学講師、1961年助教授、1966年上智大学教授に就任、1980年定年により名誉教授となる。また、1979年聖カタリナ女子短期大学教授、1980年学長となった。
1978年フランス学術文化勲章オフィシエ章、1981年勲四等旭日小綬章受章。
1992年3月26日、肝臓癌のため死去。

## 著書
- 『基督教倫理叢書』中央出版社、1947-1948

第1巻：國際倫理 祖國と人類
第2巻：労働と所有
第3巻：自由と平等
第4巻：結婚と家庭
第5巻：人生の目的
第6巻：自然倫理と基督教倫理
第7・8巻：教会と貧者 博愛史、1948
- 『社会学派の宗教』中央出版社、1948　宗教研究叢書
- 『女性の解放』中央出版社、1949
- 『サレジオの聖フランチスコ』ドン・ボスコ社、1950
- 『実存と恩寵 キリスト教的人間像の研究』中央出版社、1965
- 『岳野慶作著作集』全7巻　中央出版社、1972-1974

第1・2巻：フランス思想の流れ
第3巻：パスカルの世界 - 実存と福音
第4巻：マルセルの世界 - 神の死と人間
第5巻：現代女性と愛 - 女性の人生論
第6巻：愛の論理 - 隣人愛の思想と歴史
第7巻：暴力と対話 - 現代平和論
別巻：光を求めて - 評論と省察
- 『パスカルの霊性』中央出版社、1979
- 『アーメンとホサンナ 忠実と賛美』中央出版社、1981
- 『聖ヴィンセンシオ・ア・パウロ』中央出版社、1983
- 『悲劇的希望の預言者シャルル・ペギー』まほろば書房、1986
- 『愛と人生』中央出版社、1988
- 『神々をつくる 女子教育の使命』中央出版社、1991
- 『グレゴリオ聖歌のこころ その霊性の探求』創風社出版、1996

## 共編著
- 聖寵を浴びて　H.ファン・ストラレン共著.エンデルレ書店、1958
- 技術時代の人間像　H.エルリンハーゲン共編.中央出版社、1965
- 現代人の病理　エルリンハーゲン共編　中央出版社、1967
- マルセル哲学の人間像 ファンストラーレン共編著.中央出版社、1967
- 人類の歴史とキリスト教　H.エルリンハーゲン共編　中央出版社、1968

## 翻訳
- 教会論　ラコルデール 中央出版社,1948.仏蘭西カトリック思想家選
- 基督者の暝想 マールブランシュ 中央出版社,1948.仏蘭西カトリック思想家選
- サン・ペテルスブルグの夜話　ド・メーストル 中央出版社,1948.仏蘭西カトリック思想家選
- 宗教無関心論　ラムネ 中央出版社,1948.仏蘭西カトリック思想家選
- 神愛論 第1-5　フランソア・ドゥ・サル 中央出版社,1948-49.仏蘭西カトリック思想家選
- 世界史論 第1-3　ボスエ 中央出版社,1948-49.仏蘭西カトリック思想家選
- 瞑想録　パスカル 中央出版社、1948.仏蘭西カトリック思想家選
- イエズス・キリストにたいする愛の実行　アルフォンソ・リゴリオ 中央出版社、1949
- 文学と倫理　ユジェーヌ・ルフェブル 中央出版社、1949
- 聖母マリアの栄光　聖アルフォンソ・リゴリオ 中央出版社、1950
- イエズス伝　P.ベルト 中央出版社、1951
- ソレム楽派によるグレゴリオ聖歌の歌ひ方　テ・ラローシュ 中央出版社、1951
- 死の準備　聖アルフォンソ・リゴリオ 中央出版社、1952
- 十字路に立つキリスト者　ジョゼフ・フオリエ 中央出版社,1954
- 聖母の熱愛者 マキシミリアン・コルベ神父　マリア・ヴィノフスカ 聖母の騎士修道院、1955
- 新社会 「社会再建回勅」の邦訳とその註釈　H.シフア, 中央出版社、1957
- カスティ・コンヌビー 結婚の倫理　ピオ十一世 中央出版社、1958.回勅シリーズ
- キリスト者と金銭　ジャク・ルクレール ドン・ボスコ社,1958.カトリック全書
- レールム・ノヴァルム 労働者の境遇　レオ十三世 中央出版社、1958.回勅シリーズ
- ディヴィニ・レデンプトーリス 無神的共産主義　ピオ十一世 中央出版社、1959.回勅シリーズ
- パスカル全集. 第2巻　恩寵文書(安井源治共訳)人文書院、1959
- 愛の素顔　アンリ・バルボー 中央出版社、1960.心理学
- 女性の心理 若い男性のために　M.M.ドフランス 中央出版社、1960.心理学叢書;第8
- 男性の心理 若い女性のために　E.モンテール 中央出版社,1961.心理学叢書
- バレリーナ三年間の修道生活　マリナ・ド・ベルグ エンデルレ書店,1961
- レールム・ノヴァルム 労仂者の境遇　レオ十三世 回勅 聖パウロ修道会、1961.6
- フランスの新進小説家　J.モンステルレ 共訳.未来社、1963
- イエズス イエズスと現代　ジャン・ギトン 中央出版社、1964
- 回章「パーチェム・イン・テリス」 地上の平和 -- 改訂版.教皇ヨハネ23世 中央出版社　1968 8版.回勅シリーズ
- 聖女クララ -- 改訂4版.マリア・ピエラッツイ 聖クララ会編.ドン・ボスコ社、1973
- キリストの掟. 4　B.ヘーリンク 共訳.中央出版社,1974.倫理神学叢書 上智大学神学部編
- パウロス キリストの秘義の解説者　クロード・トレスモンタン 中央出版社、1978.3.霊性の大家
- 悲惨と歎願　シャルル・ペギー 中央出版社、1979.11（「シャルル・ペギーの社会思想における神秘主義」）
- モーシェ ユダヤ人の召命　アンドレ・ネエル 中央出版社,1980.3.霊性の大家
- 聖ボナヴェントゥラ キリスト教的英知　J.G.ブージュロル　中央出版社、1981.7.霊性の大家
- アウシュヴィツの聖者コルベ神父　マリア・ヴィノフスカ 聖母の騎士社、1982.11
- イシャヤ 預言者の霊性　L.-J.ロンドルー 中央出版社、1982.6.霊性の大家
- 聖ドミニコ 説教者修道会の創立者　マリ・ドミニック・ポアンスネ 中央出版社、1982.2.グロリア文庫
- 聖ベネディクトゥス 修道院生活　C.ジャン・ネーミー 中央出版社、1983.11.霊性の大家
- ジャンヌ・ダルクの愛の秘義　シャルル・ペギー 中央出版社、1984.1
- 聖グレゴリオス・パラマス 東方キリスト教会の神秘生活　ジャン・メイエンドルフ 中央出版社,1986.8
- 対話　シエナの聖カタリナ 中央出版社、1988.5
- 手紙　シエナの聖カタリナ 中央出版社、1989.4
- グレゴリオ聖歌の歌い方 ソレム楽派による　テ・ラローシュ 音楽之友社、1990.7
- マルト・ロバンの面影 一女性の不思議な生涯　ジャン・ギトン 中央出版社、1990.9
- シエナの聖カタリナ　ライモンド・ダ・カプア 中央出版社、1991.5

## 参考
- 「現代女性と愛」著者紹介